# Vöppstedt

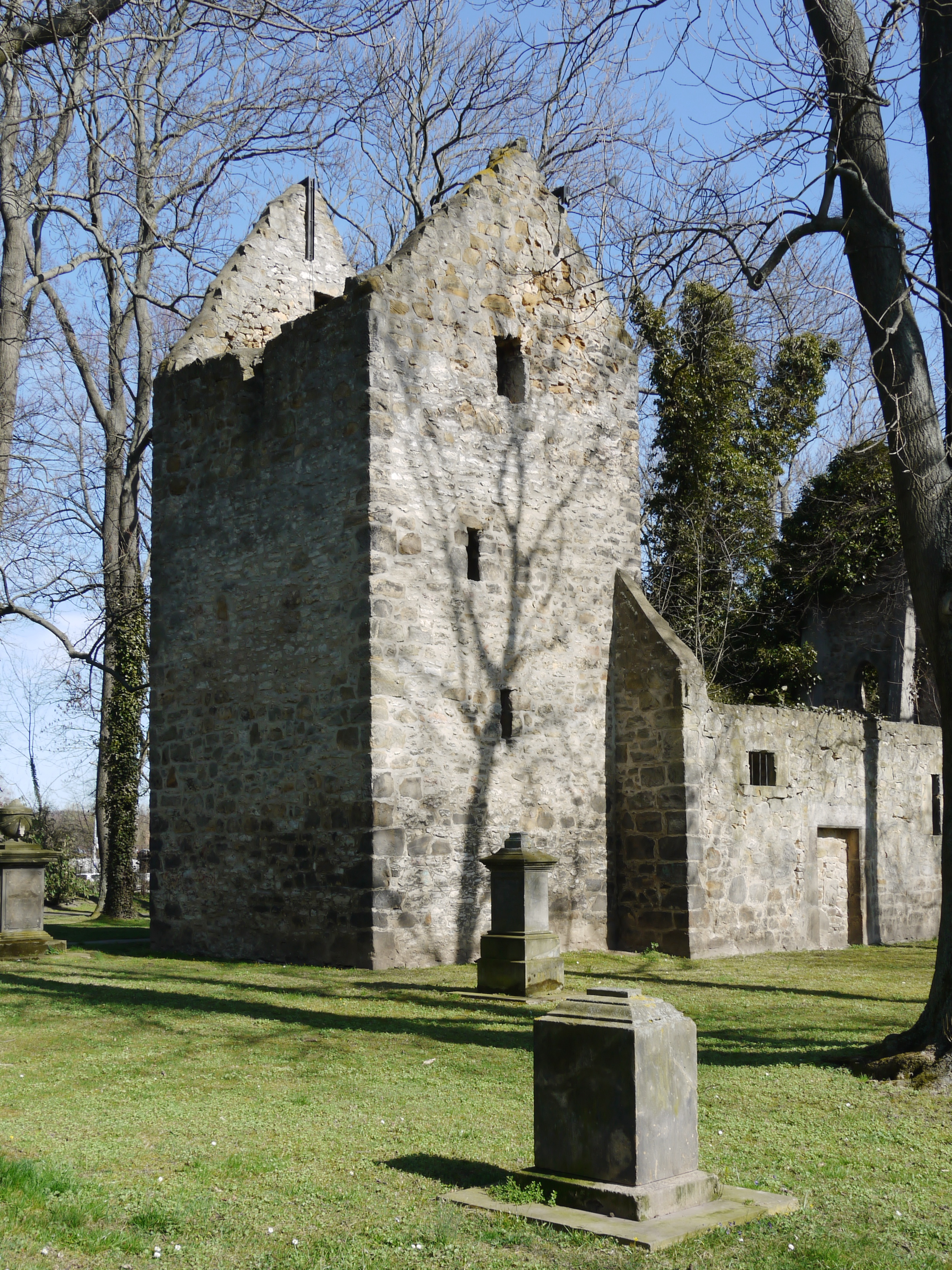
Ruine der Jacobus-Kirche von Vöppstedt

Vöppstedt, auch Vepstedt oder Veppstedt, war eine Siedlung auf dem Gebiet der heutigen Stadt Salzgitter-Bad. Die Ruine der Dorfkirche und der umgebende Friedhof sind noch heute erhalten.

## Geschichte
Die erste Erwähnung Vöppstedts stammt aus einer Urkunde Ottos I. vom 17. Januar 941. In dieser stellte der König das neu gegründete Kloster Ringelheim unter seinen Schutz und bestätigte dessen Besitztümer. Diese waren dem Kloster aus einer Schenkung des Grafen Immad (Ymmat) aus dem Geschlecht der Immedinger zugeflossen, der seine Besitztümer in Ringelheim und Umgebung dem Kloster übertragen hatte, darunter waren auch Ländereien in Vepstete.
Eine weitere zweifelsfreie Nennung von Vöppstedt datiert vom Oktober 1174, als der Ort unter dem Namen Vepstide im Urkundenbuch des Hochstifts Hildesheim genannt wird. Zu dieser Zeit gab es sieben Höfe, in der Urkunde wird bestätigt, dass eine dieser Hausstätten und sieben Hufen Land dem Kloster Wöltingerode gehörten. Im 13. Jahrhundert ging der Salzzehnte in Vöppstedt an das Stift Georgenberg in Goslar über.
Das Bestimmungswort des Ortsnamens vep lässt sich aus dem germanischen Wort uep für Sumpf herleiten, hiermit wurde die Lage des Ortes am Sumpfgebiet der Salzquellen von Salzgitter beschrieben. Das Grundwort -stedt steht für Stätte und war in Ostfalen über lange Zeiträume für die Benennung von Ortschaften in Gebrauch.
Ein Grund für die Besiedlung von Vöppstedt waren wahrscheinlich die Salzquellen im Bereich der heutigen Altstadt von Salzgitter-Bad. Dort wurden bei Ausgrabungen in den 1970er Jahren Siederückstände gefunden, nach denen eine Salzgewinnung schon um 600 stattgefunden hat. Da das Gelände um die Salzquellen aber stark versumpft und schwer zugänglich war, wohnten die Salzsieder in den umliegenden Orten, neben Vöppstedt im Osten der Salzquellen in Gitter im Westen und Kniestedt im Nordosten. In den folgenden Jahrhunderten wurde der Bereich um die Salzquellen durch bis zu sieben Meter hohe Aufschüttungen trockengelegt, der Zugangsweg durch Bohlen gangbar gemacht und der Ort durch Wall, Graben und Tore gesichert. Die Vöppstedter zogen darauf in den befestigten Bereich, um 1350 war die ehemalige Siedlung wüst gefallen.

## Vöppstedter-Kirche
Die Kirche von Vöppstedt war dem Heiligen Jakobus gewidmet. Wann diese erbaut wurde, ist nicht bekannt, urkundlich erwähnt wurde sie erstmals im 12. Jahrhundert. Nachdem die Vöppstedter in das nahe Salzgitter umgezogen waren, wurde die Kirche weiter als Totenkirche genutzt. Die Kirche wurde entweder während der Hildesheimer Bierfehde (1481–1486) oder der Hildesheimer Stiftsfehde (1519–1523) sowie im Dreißigjährigen Krieg zerstört und jedes Mal wieder aufgebaut. Bis 1806 wurde sie als Totenkapelle genutzt, heute ist die Ruine eine Gedenkstätte für die Opfer von Kriegen und Gewalt.

## Vöppstedter Friedhof

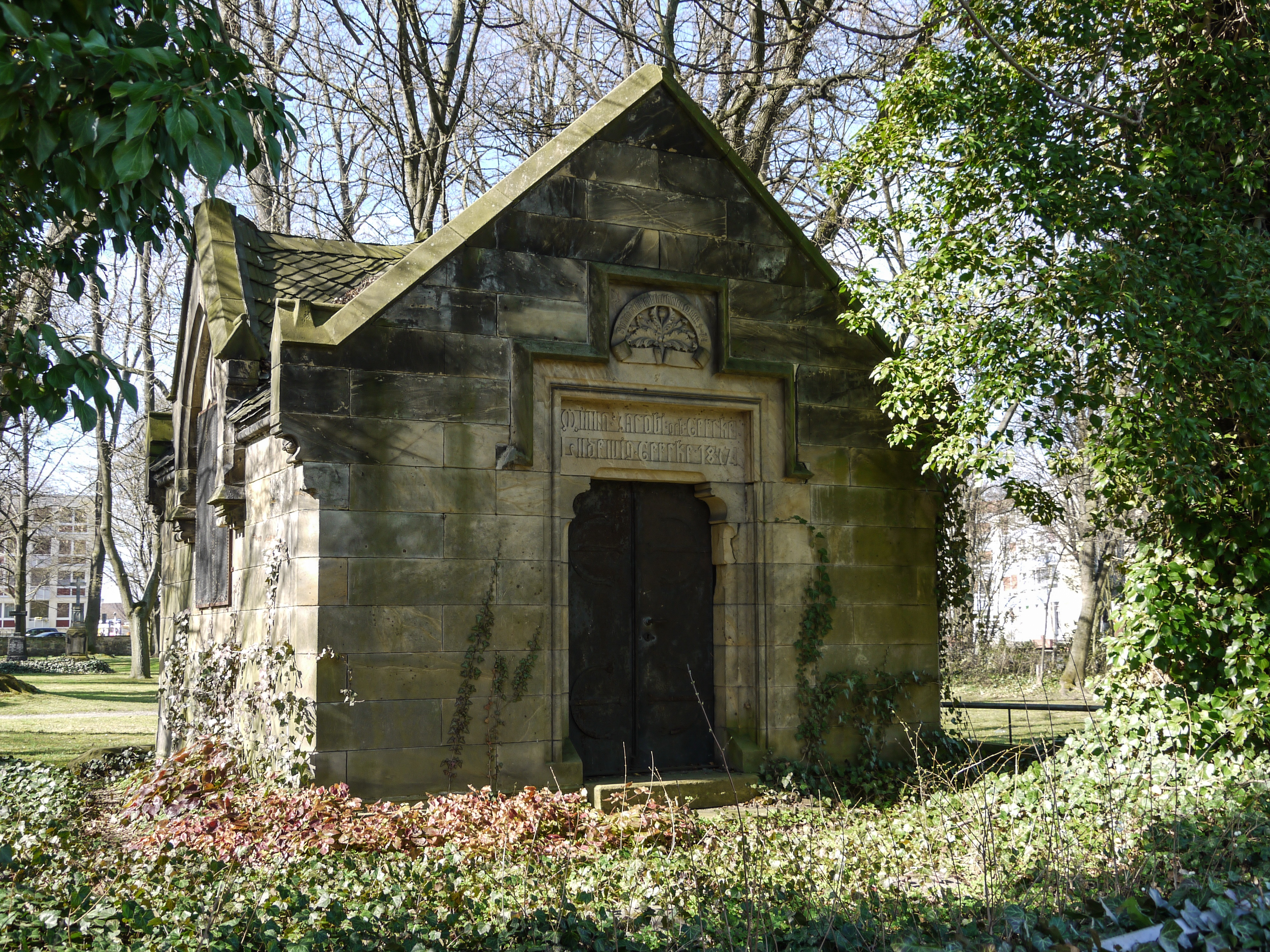
Gercke-Jacobi-Mausoleum

Der rund um die Vöppstedter Kirche angelegte Friedhof war bis ins 19. Jahrhundert die einzige Begräbnisstätte der Salzstadt. Als der Platz nicht mehr ausreichte, wurde 1886 ein neuer evangelischer Friedhof angelegt. Seitdem fanden auf dem alten Friedhof nur noch wenige Beisetzungen statt, die letzte vermutlich um 1920 in einer alten Familiengrabstätte. Der Friedhof steht heute unter Denkmalschutz, auf ihm sind noch etwa 30 der alten Grabsteine erhalten, die ältesten aus dem Beginn des 19. Jahrhunderts. Zu diesen zählen die Grabsteine der Familie Unger, die hier als Inspektoren der Saline Liebenhalle tätig waren. Auch Emil Langen (1824–1870), Gründer des Eisenwerks Salzgitter, wurde hier beigesetzt. Ebenso Heinrich Ahrens (1808–1874), Rechtsphilosoph und Mitglied des Verfassungsausschusses der Frankfurter Nationalversammlung.
Am nordöstlichen Rand des Friedhofs wurde 1872 ein Mausoleum errichtet, in dem die Mäzene Ludwig Gercke (1795–1876) und seine Schwester Minna Jacobi (1799–1872) beigesetzt wurden. Das Geschwisterpaar hatte u. a. den Bau der Altstadtschule und den eines Pflegeheimes (später Gildehaus) finanziert sowie zur Erneuerung der St.-Mariae-Jakobi-Kirche beigetragen.
Bis 1967 wurden der Friedhof und die Ruine der Kirche zu einer Gedenkstätte für die Opfer der beiden Weltkriege sowie des Dritten Reiches umgestaltet. Das Ehrenmal zur Erinnerung an die Opfer des Deutsch-Französischen Krieges 1870/71 war bereits 1958 vom Marienplatz in Salzgitter-Bad hierhin versetzt worden.